# Phaonia pattalocerca
Phaonia pattalocerca är en tvåvingeart som beskrevs av Feng 1998. Phaonia pattalocerca ingår i släktet Phaonia och familjen husflugor. Inga underarter finns listade i Catalogue of Life.